# Nyssodrysternum decoratum
Nyssodrysternum decoratum es una especie de escarabajo longicornio del género Nyssodrysternum, tribu Acanthocinini, subfamilia Lamiinae. Fue descrita científicamente por Monné en 1992.

## Descripción
Mide 4,5-6,8 milímetros de longitud.

## Distribución
Se distribuye por Brasil.